# Los managers
Los managers és una pel·lícula còmica road-movie espanyola del 2006 dirigida per Fernando Guillén Cuervo, que va suposar el seu debut com a director. Tracta sobre el miratge de l'èxit fàcil i ràpid, i segons el director, "reprèn la comèdia transgressora, àgil, estrepitosa, carregada d'acidesa i males maneres". Fou rodada a San Martín de la Vega (Madrid) i a Huelva.

## Argument
Maca i Rena són dos homes de quaranta anys sense ofici ni benefici que volen donar un "pelotazo". A partir de l'anunci d'un concurs de televisió, en el qual es busquen noves estrelles de la cançó, decideixen convertir-se en mánager de dos joves, Pipo i David, als quals aviat converteixen en "Els Reis del King". Després d'actuar en tavernes, bingos i altres antres de perdició, coneixen a la Rota, una folklòrica retirada i fosca, que els arregla una gira per la costa meridional.

## Repartiment
- Fran Perea - David
- Paco León - Pipo
- Enrique Villén - Maca
- Manuel Tallafé - Rena
- María Jiménez - La Rota
- Sancho Gracia - Josete
- Manuel Manquiña - Alfonso

## Reconeixements
Als Premis Godoy 2006 Fran Perea va "rebre" el Premi Ferran VII al pitjor actor per la seva participació a la pel·lícula, María Jiménez el de pitjor actriu de repartiment i a la pitjor banda sonora.

## Crítiques
| «                     | Bluff Brothers. (...) Perea i León tenen no poca química i gràcia (...) Inconvenients de l'ofici de voler esperpentizar i no llençar gota. (...) Puntuació: ★ (sobre 5). | » |
| — Javier Cortijo, ABC | |   |

| «                       | Manté un ferm pòsit de dignitat en la seva primera meitat, però naufraga quan la història abandona el naturalisme i la picardia que guiaven la seva narrativa. | » |
| — Javier Ocaña, El País | |   |